# Salahlı (Yevlax)
Salahlı è un comune dell'Azerbaigian situato nel distretto di Yevlax. Conta una popolazione di 2 569 abitanti.